# Панасюк, Раиса Васильевна
Раиса Васильевна Панасюк (10 мая 1973, с. Осичная Хмельницкого района Винницкой области — 17 сентября 2018) — украинский общественный деятель, Правительственный уполномоченный по правам лиц с инвалидностью. Почетная гражданка города Винницы. Заслуженный работник социальной сферы Украины.

## Биография
Родилась в с. Осичная Хмельницкого района Винницкой области. Отец работал механизатором, мать тоже работала в колхозе.
Училась в Тульчинском санатории и Цюрупинском интернате. Высшее образование получила в Киевском национальном университете имени Тараса Шевченко на факультете журналистики (2008). Второе высшее образование — Винницкий социально-экономический институт Открытого международного университета развития человека «Украина», специальность — психолог (2012).
С 2016 года — аспирантка Винницкого государственного педагогического университета имени Коцюбинского.
Реализовала ряд проектов по поддержке и адаптации лиц с инвалидностью. Возглавляла Городской центр социально-психологической реабилитации детей и молодежи с функциональными ограничениями «Гармония». Распоряжением Кабинета Министров Украины от 16.03.2017 № 184-р Раиса Панасюк назначена Правительственным уполномоченным по правам лиц с инвалидностью.
18 августа 2017 года решением Винницкого городского совета Раисе Васильевне Панасюк присвоено звание Почетного гражданина Винницы.
В 2017 году присвоено «Заслуженный работник социальной сферы Украины» https://www.president.gov.ua/documents/1682017-22090 Архивная копия от 5 сентября 2018 на Wayback Machine